# ルネ・ブリ

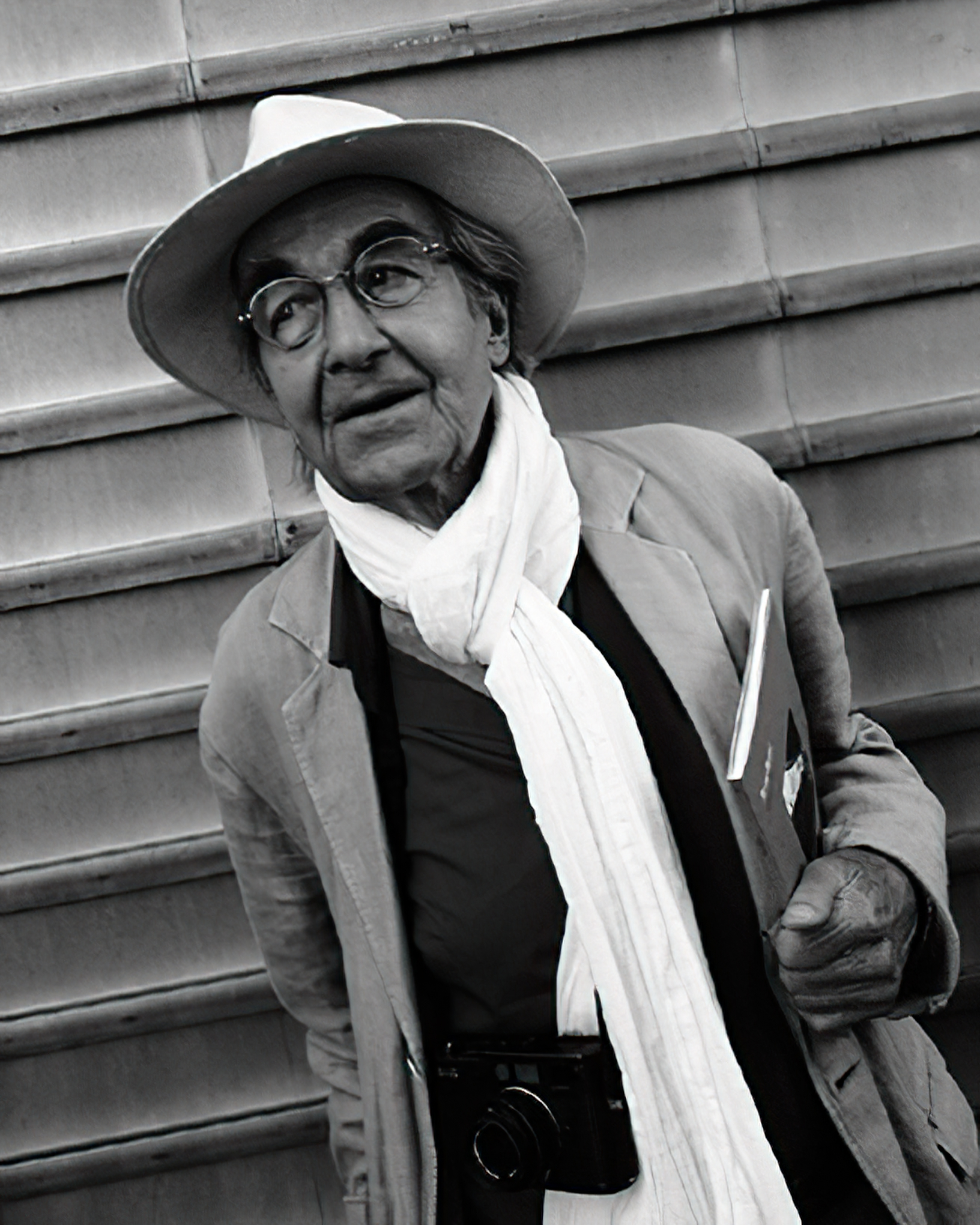
ルネ・ブリ

ルネ・ブリ（René Burri、1933年4月9日 - 2014年10月20日）は、スイスの写真家。チューリッヒに生まれた。写真を学んだ後ライカを手に世界を駆け回った。1959年よりマグナム・フォトのメンバー。ル・コルビュジエ、ジャン・ティンゲリー、パブロ・ピカソ、フィデル・カストロやチェ・ゲバラの写真で有名である。
ブリは20世紀の多くの事件を写真に収めた。戦争、紛争、芸術家、指導者、世相を反映した映像。人々はその中に人間と生者の意義を見ることができる。
2014年10月20日、癌のためチューリッヒで死去。81歳没。